# Johan Buning
Johannes Norbertus (Johan) Buning (Amsterdam, 19 juni 1893 - 26 april 1963) was een Nederlandse kunstschilder. Buning was autodidact en ontwikkelde zich tot schilder, aquarellist en tekenaar. 
Buning was gehuwd met Titia Brongers. Hij was mede-oprichter en penningmeester van de Hollandse Aquarellistenkring en lid van de kunstenaarsvereniging De Onafhankelijken en Arti et Amicitiae (Arti, Amsterdam).
De volgende musea hebben werken Johan Buning in hun collectie opgenomen:
- Stedelijk Museum Amsterdam
- Museum Henriette Polak in Zutphen

## Buning Brongers Prijzen
Na de dood van zijn vrouw Titia Buning-Brongers in 1961 richtte Johan Buning een stichting op ter nagedachtenis van zijn vrouw. Deze stichting, die sinds 1994 de Buning Brongers Stichting heet, reikt tweejaarlijks de Buning Brongers Prijzen voor jonge veelbelovende schilders uit. Winnaars krijgen een bedrag van € 4.500. Daarnaast wordt een tentoonstelling in Arti et Amicitiae georganiseerd en een catalogus uitgegeven.
- Biografisch Portaal: 97691329
- Gemeinsame Normdatei: 1060579502
- International Standard Name Identifier: 0000 0000 7054 7141
- Library of Congress Control Number: no2015000595
- Nederlandse Thesaurus van Auteursnamen: 260835587
- RKD-Nederlands Instituut voor Kunstgeschiedenis: 14048
- Système universitaire de documentation: 224958429
- Union List of Artist Names: 500000494
- Virtual International Authority File: 95683635
- WorldCat: E39PBJcrfvJ9B4XwHjMppyXKh3